# Grčka komunistička stranka
Grčka komunistička stranka (grčki: Κομμουνιστικό Κόμμα Ελλάδας, Kommounistikó Kómma Elládas), poznatija po svom akronimu ΚΚΕ, je stranka grčkih komunista i jedna od najstarijih stranaka na grčkoj političkoj sceni.

## Povijest stranke
Stranka je osnovana 4. studenog 1918. kao Socijalistička radnička stranka Grčke (akronim: SEKE, grčki: Σοσιαλιστικό Εργατικό Κόμμα Ελλάδας, 
Sosialistiko Ergatiko Komma Elladas) s osnivačem i prvim liderom Avramom Benarojom,  sefardskim židovom, učiteljem i radničkim vođom iz Soluna. 
Stranku je vodio peteročlani Centralni komitet u sastavu; N. Dimitratos, D. Ligdopoulos, M. Sideris, A. Arvanitis i S. Kokinos.
Grčko-turski rat 1919. – 1922. SEKE je proglasio imperijalističkim, i pozvao je grčke vojnike da dezertiraju, čak i da okrenu svoje oružje protiv vlastitog kralja.
Na Drugom kongresu u travnju, 1920. SEKE, je odlučio pristupiti Trećoj internacionali, zbog toga je promijenio ime u Socijalistička radnička stranka grčkih - komunista (SEKE-K). Izabran je novi Centralni komitet, koji je uključivao; N. i P. Dimitratosa, Y. Kordatosa, G. Doumasa i M. Siderisa.
Na Trećem izvarednom kongresu stranke u studenom, 1924. promijenjeno je ime stranke u Komunistička stranka Grčke (KKE) i potpuno su prihvaćeni principi radikalnog marksizma-lenjinizma. Za generalnog tajnika izabran je Pandelis Pouliopoulos. I pored toga što je formalno-pravno stranka bila legalna otpočeli su procesi protiv članova zbog njihovih uvjerenja (1924. Katochyrotikon,  1929. Idionymon, i drugi ). Osobit progon otpočeo je od 1936. za režima Joannis Metaxasa. Mnogi od članova stranke su pozatvarani ili internirani na izolirane otoke.

### KKE između dva rata
KKE je surađivala s ostalim netom osnovanim komunističkim strankama Europe, u otporu rastućem utjecaju fašističkih pokreta. Nakon Kominternine odluke da osnuje internacionalni antifašistički front, KKE je na to odgovorila osnivanjem Narodnog fronta, koja je ubrzo postala najveća marksističko antifašistička organizacija prije diktature Metaxasa. KKE i ostale lijeve političke stranke radile su na osnivanju i organiziranju radničkih sindikata u svim sektorima, između ostalog osnovali su Generalnu konfederaciju grčkih radnika. To ih je dovelo u radikalno opozicijske vode prema aktualnim vladama, 1928. Georgios Papandreou kao Ministar prosvjete, uveo je zakon protiv komunističkih učitelja, poznat kao - Idionymo. Taj zakon omogućio je progon i kažnjavanje mnogih članova KKE i ostalih lijevih organizacija.
KKE se kao i većina lijevih europskih stranaka priključila socijalističkoj vladi Španjolske za španjolskog građanskog rata 1936. – 1939., oko 440 grčkih boraca uključilo se u Internacionalne brigade, mnogi od njih su bili visoki rukovodioci KKE-a. 
Stranka je 1936. stavljena van zakona, za vrijeme diktatorskog režima Joannisa Metaxasa i za to vrijeme(1936. – 1941.) je gotovo fizički likvidirana.

### KKE i makedonsko pitanje
Nakon Balkanskih ratova 1912. – 1916., i Prvog svjetskog rata 1916. – 1919. i katastrofalne vojne invazije na Malu Aziju (Grčko-turski rat 1919. – 1922.)
, bilo je mnogo različitih pogleda od strane tadašnjih velesila na pitanje sjevernih grčkih granica. To pitanje potezale su i nova Turska država, kao i Bugarska država, traženjem veće teritorije u zamjenu za osiguranje trgovačkih puteva Britanskom imperiju.
Dobar dio tih zahtjeva temeljio se na činjenici da brojne etničke i vjerske manjine tih država žive unutar grčkih granica, na sjeveru Grčke. 
KKE se načelno protivila bilo kojoj od tih geo-strateških igara s upotrebom manjina u pozadini, kao početku novog imperijalističkog rata u regiji. Politika stranke je jednostavno bila određena komunističkom teorijom po kojoj svaka manjina ima pravo na samoopredjeljenje unutar zajedničke Socijalističke države.
Na Trećem kongresu stranke 1924., KKE je objavila politiku stvaranja dviju neovisnih država u sjevernim grčkim regijama; Makedoniji i Tračkoj.
Uzor za takvu politiku je bio primjer netom uspješno osnovanog Sovjetskog Saveza.  Po tom istom uzoru KKE je objavila svoj cilj; osnivanje Narodne republike, države u kojoj će sve nacionalnosti biti samoopredjeljene i neovisne. To je stranku dovelo u poziciju, da bude meta stalnih optužbi(koje traju do danas), da je ona u načelu protiv Grčke države i da je negira. Ono što je iz današnje perspektive razvidno je da su tadašnje vladajuće stranke, u isto vrijeme nastojale sklopiti posao s Turskom i Bugarskom za dijelove sjeverne Grčke(Makedonije  i Trakije) u zamjenu za povrat nekih egejskih otoka i dijelova makedonskoga teritorija od Kraljevine Jugoslavije. 
Godine 1934. KKE je objavio da će se boriti za nacionalno samoopredjeljenje, i u krajnjoj liniji za odcjepljenje, ugnjetavanih Makedonaca i Tračana. Za dosizanje tog cilja, objavila je i suradnju s Unutrašnjom makedonskom revolucionarnom organizacijom(VMRO)kao i s Tračkom revolucionarnom organizacijom za Narodnu republiku, gdje bi sve nacije bile samoupravne i zajedno izgradile zajedničku radničku državu.
Kao rezultat te politike, pozicija stranke ocrtana od građanskih stranaka bila je - da KKE želi komadanje velikog dijela sjeverne Grčke, kao i da je to sve diktirano od strane Kominterne, a to je sve teško naštetilo popularnosti stranke. Tek je Nikos Zachariadis 1945. odbacio takvu politiku stranke glede prava na otcjepljenje. 1954. Centralni komitet stranke, zaključio je da nema realnih temelja za daljnju politiku inzistiranja na pravu nacionalnih manjina na samoodređenje.

### KKE i Grčki građanski rat
Za više informacija o toj temi pogledajte: Grčki građanski rat.
Nakon nacističke okupacije Grčke, KKE organizira otpor okupatorima i osniva EAM, kao krovnu organizaciju otpora grčkog naroda, kao i ELAS kao njezinu vojnu silu. Nakon oslobođenja Grčke 1944., KKE potpisuje Sporazum iz Varkize, kojim pristaje na razoružanje ELAS-a, kao uvjet da može participirati u privremenoj Vladi nacionalnog jedinstva. KKE ubrzo uviđa da će biti izgurana na marginu, i osniva Demokratsku Armiju Grčke s generalom Markosom Vafiadisom na čelu, i otpočinje s otvorenom pobunom protiv Vlade u Ateni i njenih saveznika. 1948. Markos Vafiadis je smjenjen, a na njegovo mjesto dolazi Generalni tajnik KKE, Nikolaos Zachariadis ( netom oslobođen iz njemačkog zarobljeništva). On mijenja taktiku borbe, iz partizanskog oblika ratovanja prelazi na obranu teritorije i frontalne borbe. Nakon nekoliko teških poraza, Grčka demokratska vojska je prestala pružati otpor 1949. godine.

### Poslijeratni period
Nakon građanskog rata KKE, je proglašena ilegalnom, i brojni istaknuti članovi morali su otići u inozemstvo ili u ilegalu. Mnogi članovi KKE su pohapšeni, i ubijeni nakon suđenja, poput Nikosa Belojannisa 1952. i Nikosa Ploumpidisa 1954. Kako je vrijeme odmicalo, represija je postala manja.
Za vrijeme svog ilegalnog djelovanja KKE je podržavala Ujedinjenu demokratsku ljevicu (EDA), na izborima. Po nekim izvorima, tadašnji grčki Kralj Konstantin, je predložio 1964. Georgiosu Papandreou (starijem) legalizaciju KKE, što je ovaj odbio.

### KKE za vrijeme vojne hunte
21. travnja, 1967. grupa desničarskih pukovnika grčke vojske, predvođenih Georgiosom Papadopulosom izvela je uspješan vojni udar (coup d'état), zbog, kako su oni naveli - imanentne komunističke opasnosti. Zabranjen je rad svim političkim strankama, građanima su ograničena i neka druga građanska prava, članovi KKE su proganjani i osuđivani, poput drugih oponenata vojne hunte.
1968. godine stranka je doživjela veliku krizu, zbog razmomilažanja oko pitanja Sovjetske intervencije na tadašnji ČSSR, i brutalnog gušenja praškog proljeća.
Mnogi članovi napustili su KKE, a jedan dio članstva osnovao je Unutrašnji KKE, optužujući tim nazivom one koje su ostali da su Vanjski KKE (ΚΚΕ εξωτερικού) jer slijede liniju Politbiroa SSSR -a, i daju podršku intervenciji.
I pored svih razmimoilaženja KKE je djelovala u pružanju otpora vojnoj hunti, naročito ilegalnim radom među studentima po Sveučilištima. KKE je participirala u radu brojnih Komiteta za borbu protiv hunte, zajedno s drugim političkim strankama i organizacijama, osnivanim u ilegali unutar zemlje kao i po brojnim europskim gradovima.

### Ozakonjenje rada
Nakon obnove parlamentarne demokracije 1974., za Konstantina Karamanlisa legalizirana je KKE. Na izborima 1974., KKE je sudjelovala zajedno sa strankama Unutrašnja KKE i EDA pod imenom Ujedinjena Ljevica, i dobila 9.36 % glasova. 
Od tada permanentno sudjeluje na izborima, s promjenjivim izbornim uspjesima, ali načelno se može reći KKE je treća politička stranka u Grčkoj po rezultatima izbora.

## Sudjelovanje u vlasti
1944., KKE je sudjelovala u Vladi nacionalnog jedinstva, premijera Georgiosa Papandreua, dobivši Ministarstvo financija, Ministarstvo poljoprivrede, Ministarstvo rada i Ministarstvo gospodarstva i javnih radova.
1988. KKE i Grčka Ljevica(grčki:EAP, prije Unutrašnji KKE ), zajedno s još nekim strankama ljevice i centra osnovala je Koaliciju ljevice i progresa - Synaspismos. Na izborima 1989. Synaspismos je dobio 13.1% glasova i udružio se s Novom Demokracijom, te formirao vrlo kratkotrajnu vladu, potresanom optužbama za brojne gospodarske skandale. Na kraju te iste godine - Synaspismos je ušao u tzv. novu Univerzalnu vlast s Papandreovim Svegrčkim socijalističkim Pokretom, koja je postavila za premijera Ksenofona Zolotasa. Ta vlada trajala je samo tri mjeseca.
1991. KKE je izašao iz Synaspismosa, ali dio članova je ostao u Synaspismos, koji je evoluirao u nezavisnu lijevu političku stranku.

## Otpadnici i saveznici
Najranija frakcija koja se odvojila od KKE je Trockistička Organizacija grčkih komunista. 1956. nakon XX. Sjednice komunističke partije SSSR -a,
odvojila se manja frakcija koja je oformila Grupu marksista-lenjinista Grčke (OMLE),  1968. za vrijeme diktature vojne hunte (1967. – 1974.), odvojila se veća grupa članova KKE i oformila Unutrašnju Komunističku stranku Grčke ( Unutrašnji KKE)1988. KKE i Grčka Ljevica (bivši Unutrašnji KKE), zajedno s još nekim strankama ljevice i centra stvorila je Koaliciju ljevice i progresa - Synaspismos. Iste godine dobar dio članstva i rukovodstva Komunističke omladine Grčke (KNE), izašao je iz stranke i oformio Novu Ljevicu(NAR), povukavši za sobom većinu mladih osobito u većim gradovima, a naročito u Solunu.
Na samom startu 2000. jedna manja grupa stranačkih čelnika izašla je iz stranke i osnovala Pokret za ujedinjenu akciju ljevice(KEDA), koja je izašla na izbore održane 2007. u koaliciji s Radikalnom ljevicom.

## Organizacija mladih
KKE ima Organizaciju mladih komunista Grčke (KNE), koja čvrsto podupire ciljeve i strateške interese stranke.

## Aktivnosti KKE danas
U današnjoj Grčkoj KKE sudjeluje na izborima, i participira u vlasti preko svojih zastupnika u Parlamentu, lokalnim vlastima i Europskom parlamentu. Stranka izdaje svoje dnevno glasilo - Rizospastis, izdaje i političko-teoretski časopis - Komounistiki Epitheorisi(Komunističku Reviju), kao dvomjesečnik i obrazovni časopis s obrazovnom tematikom - Themata Paideias.

## Generalni tajnici stranke
- Nikolaos Dimitratos (studeni, 1918. - veljača, 1922.) Izbačen iz stranke pod optužbom za sumnjivo ponašanje.
- Giannis Kordatos (veljača, 1922. - studeni, 1922.) Izbačen iz stranke pod optužbom za razaranje marxizma.
- Nikolaos Sargologos (studeni, 1922. - rujan, 1923.) Izbačen iz stranke pod optužbom za  špijunažu.
- Tomas Apostolidis (rujan, 1923. - prosinac, 1924.) Izbačen iz stranke pod optužbom za oportunizam.
- Pandelis Pouliopoulos (prosinac, 1924. - rujan, 1925.) Izbačen iz stranke pod optužbom da je provokator.
- Eleuterios Stavridis (1925. – 1926.) Izašao iz stranke.
- Pastias Giatsopoulos (rujan, 1926.) Izbačen iz stranke pod optužbom za mekušavost.
- Andronikos Haitas (ožujak, 1927.) Izbačen iz stranke i ubijen u SSSR 1935.
- Nikolaos Zachariadis (1931. – 1936.)
- Andreas Tsipas (srpanj, 1941. - rujan, 1941.) Izbačen iz stranke pod optužbom za avanturizam.
- Georgios Siantos (siječanj, 1942. – 1945.) Izbačen iz stranke pod optužbom da je agent provokator.
- Nikolaos Zachariadis (1945. – 1956.) Izbačen iz stranke, i po izvještajima počinio samoubistvo u SSSR.
- Apostolos Grozos (1956.)
- Konstantinos Koligiannis (1956. – 1972.)
- Karilaos Florakis (1972. – 1989.)
- Grigoris Farakos (1989. – 1991.) Izašao iz stranke da se pridruži stranci Synaspismos.
- Aleka Papariga (1991. – 2013.)
- Dimitris Koutsoumpas (2013. - )

## Vanjske poveznice
- web portal KKE na engleskom